# Miksa Arányi
Dans le nom hongrois Arányi Miksa, le nom de famille précède le prénom, mais cet article utilise l’ordre habituel en français Miksa Arányi, où le prénom précède le nom.
Miksa Arányi, né Max Aufricht le 13 mai 1858 à Trencsén et mort le 8 octobre 1937, est un écrivain, journaliste, enseignant et traducteur hongrois.

## Biographie
Miksa Arányi est issu d'une famille juive hongroise. Il a commencé l'écriture de son œuvre dans sa ville natale de Trencsén mais a produit l'essentiel de son travail à Budapest. Après un diplôme en droit, il reçoit mandat du ministère royal hongrois de l'enseignement public de poursuivre ses études pendant deux ans à Paris, entre 1882 et 1884. Il y réalise plusieurs reportages illustrés pour le compte du Pesti Napló (en 1983, pour les numéros 164, 307 et 347 ; en 1884, pour les numéros 124 et 230) et du Pesti Hírlap. Après son retour à Budapest en 1884, il devient le rédacteur en chef de la Gazette de Hongrie jusqu'en 1887 et est recruté comme fonctionnaire de l'Académie française en 1885. Au même moment, il occupe également les fonctions d'enseignant à l'École hongroise des Arts décoratifs et institut de formation des professeurs de dessin.
Son travail est essentiellement publié dans Ország-Világ (1885), Koszorú (1885), Pesti Hírlap (1885) et Magyar Salon (1886). Il retourne ensuite en France puis s'installe en Suisse après 1914.

## Œuvre
- Miksa Arányi, Le petit agneau, Budapest, 1885 (d'après Árpád Berczik).
- Miksa Arányi, Du Bellay és Ronsard [« Du Bellay et Ronsard »], Budapest, 1886.
- Miksa Arányi, Éloges de Lukács, Mignet et Thiers, Budapest, 1886 (d'après Ágoston Trefort).
- Miksa Arányi, Description financière et commerciale des forêts du Royaume de Hongrie, Budapest, 1886 (d'après Albert Bedő).

Miksa Arányi a également traduit l'ouvrage de l'économiste Jenő Gaál, Az amerikai verseny nyersterményeinkre (« La course américaine pour nos matières premières »), ainsi que celui d'Endre György, A magyar kis földbirtokos osztály hiteléről 1885-ben (« Sur le crédit au sein de la classe des petits propriétaires terriens hongrois en  1885 »).
Ses articles rédigés en France ont fait l'objet d'un recueil intitulé Párisi levelek és tanulmányok (« Lettres et études de Paris ») et publié en 1908.